# Lidia fait sa loi
Production
Diffusion
Lidia fait sa loi (La legge di Lidia Poët) est une série télévisée italienne créée par Guido Luculano et Davide Orsini, et diffusée depuis le 15 février 2023 sur Netflix.

## Synopsis
Turin, 9 novembre 1883. Un arrêt de la Cour d'appel déclare illégitime l'inscription de Lidia Poët au registre des avocats, l'empêchant ainsi d'exercer sa profession pour la seule raison qu'elle est une femme. Sans le sou mais pleine de fierté, Lidia trouve un emploi dans l'étude de son frère Enrico, tout en préparant un recours pour faire annuler les conclusions de la Cour.
La série est inspirée de l'histoire vraie de la première femme avocate d'Italie.

### Fiche technique
Sauf indication contraire, les informations mentionnées dans cette section peuvent être confirmées par la base de données cinématographiques IMDb,  présente dans la section « Liens externes ».
- Titre original : La legge di Lidia Poët
- Titre français : Lidia fait sa loi
- Création : Guido Iuculano, Davide Orsini
- Réalisation : Matteo Rovere, Letizia Lamartire
- Scénario : Guido Iuculano, Davide Orsini, Elisa Dondi, Paolo Piccirillo
- Musique : Massimiliano Mechelli
- Costumes : Stefano Ciammitti
- Photographie : Vladan Radovic, Francesco Scazzosi
- Sociétés de production : Groenlandia
- Société de distribution : Netflix
- Budget : n/a
- Pays de production :  Italie
- Langue originale : italien
- Format : couleur
- Genre :
- Nombre de saison : 2
- Nombre d'épisode : 6 par saisons
- Durée : 40 à 52 minutes
- Date de première diffusion :
  - Monde : 15 février 2023 sur Netflix
- Classification (facult.) : n/a

## Distribution

### Principaux
- Matilda De Angelis (VF : Flora Brunier) : Lidia Poët
  - Mia McGovern Zaini : Lidia à 8 ans
- Eduardo Scarpetta (it) (VF : Adrien Antoine) : Jacopo Barberis
- Pier Luigi Pasino (VF : Thibaut Lacour) : Enrico Poët
- Sinéad Thornhill (VF : Juliette Béchu) : Marianna Poët
- Sara Lazzaro (it) (VF : Rosalie Symon) : Teresa Barberis
- Dario Aita (it) (VF : Alexis Tomassian) : Andrea Caracciolo

### Secondaires
- Alessia Spinelli (VF : Karine Letellier) : Albertina
- Aldo Ottobrino (VF : Laurent Jacquet) : le juge d'instruction
- Francesco Biscione (VF : Eddie Chignara) : le procureur du roi
- Jacopo Crovella : Attila Brusaferro
- Camille Dugay (VF : Nahla Attali) : Nicole
- Alessandro Federico : le père de Lidia
- Olga Rossi : la mère de Lidia
- Matteo De Mojana (it) (VF : Emmanuel Lemire) : le médecin légiste
- Sebastiano Fumagalli (VF : Benjamin Bollen) : Lorenzo
- Fabrizio Odetto : le garde carcéral
- Roberta Mengozzi : Maya Cristallo

 Source et légende : version française (VF) sur RS Doublage et cartons du doublage français.

## Production
En juin 2023, la série est renouvelée pour une deuxième saison, prévue pour 2024.

## Épisodes

### Première saison (2023)
Les épisodes, sans titres, sont numérotés de un à six. Le premier épisode est d'une durée de 52 minutes, les épisodes suivants de 40 minutes chacun.

### Deuxième saison (2024)
Elle est sortie le 30 octobre 2024 et est composé de six épisodes. Cette deuxième saison se veut plus politique et engagée pour le droit de vote des femmes.